# Raining Blood
„Raining Blood“ je píseň americké thrashmetalové skupiny Slayer. Vyšla v roce 1986 na studiovém albu Reign in Blood, jejími autory jsou Jeff Hanneman a Kerry King. Fanoušky i kritiky je považována za „klasiku“ a patři k nejznámějším skladbám skupiny.

## Vznik a koncepce
Autory „Raining Blood“ jsou kytaristé Jeff Hanneman a Kerry King. D. X. Ferris o písni prohlásil: „Když Hanneman napsal tuhle skladbu, představoval si scénu z temné, zapadlé uličky.“, později popis písně doplnil o tvrzení „mluví se tam o vypovězené duši, probuzené a lačné po pomstě.“ Druhou sloku písně napsal King, který navázal na Hannemanův námět, ale zároveň dal skladbě nový směr. Spolu se zbytkem alba Reign in Blood byla tato píseň nahrána v Los Angeles v Kalifornii. Producentem byl Rick Rubin.

## Kompozice
„Raining Blood“ je čtyři minuty a sedmnáct sekund dlouhá a je to závěrečná skladba Reign in Blood. Je to jedná ze tří písní z tohoto alba, které přesahují délku tří minut. Steve Huey z Allmusic uvedl, že „Reign in Blood začíná a končí delšími skladbami (metalovými klasikami „Angel of Death“ a „Raining Blood“), jejichž pomalejší riffy obsahují většinu z několika náznaků melodie na celém albu.“ Hudbu k písni složil kytarista Hanneman, který takto vyjádřil agresi a vztek. Napsal také většinu textu.

## Živá vystoupení
„Raining Blood“ byla spolu s úvodní skladbou alba, „Angel of Death“, součástí téměř všech setlistů Slayer a oblíbená skladba Hannemana a Kinga. Na konci DVD Still Reigning je skladba jako poslední, členové skupiny ji hrají polití umělou krví. Na otázku, která skladba se těší největší oblibě, odpověděli oba kytaristé „Raining Blood“. Hanneman přiznal, že je to „při koncertech stále jeho nejoblíbenější skladba. Jeden by si mohl myslet, že už nás unavuje — vlastně bych rád věděl, kolikrát jsme ji už naživo hráli. To by mě opravdu zajímalo.“

## Výskyt
Skladba se objevila ve 127. epizodě seriálu Městečko South Park, „Die Hippie, Die“. Kytarista Kerry King hodnotil díl jako velmi vtipný a v rozhovoru vyjádřil, že se o seriál zajímá. „Bylo skvělé vidět tu skladbu takhle dobře použitou. Pokud dokážeme vyděsit pár hipíků, splnili jsme svou práci“.
„Raining Blood“ se objevila ve hře Grand Theft Auto: Vice City, na fiktivní rozhlasové stanici V-Rock. Je také součástí hry Guitar Hero III: Legends of Rock, kde je známá jako jedna z nejtěžších skladeb — v roce 2008 byla použita jako součást přijímacího pohovoru playtesterů dalších her této série. V roce 2012 vyšla spolu se skladbami „Seasons in the Abyss“ a „South of Heaven“ jako stáhnutelný obsah ke hře Rock Band 3. Od roku 2015 je jako stáhnutelná skladba k dispozici také ve hře Rocksmith 2014 jako součást balíčku písní skupiny Slayer. 

## Sestava
Slayer
- Tom Araya – zpěv, baskytara[10]
- Jeff Hanneman – kytara[10]
- Kerry King – kytara[10]
- Dave Lombardo – bicí[10]

Producenti
- Rick Rubin – produkce[10]
- Andy Wallace – zvukový inženýr[10]